# デンセン
株式会社デンセンは、長野県長野市に本社を持つ電設資材の卸売を行う企業。旧社名は上田電線電気工業株式会社（うえだでんせんでんきこうぎょう）。

## 沿革
- 1945年（昭和20年）12月1日 - 上田市松尾町（現 中央一丁目）に、特電工業所創業。電気製品・モートル電線の販売を手がける。
- 1948年（昭和23年）9月 - 法人化。商号を株式会社上田電線電機工業所とする。
- 1960年（昭和35年）5月 - 上田電線電機工業株式会社に商号変更。
- 1973年（昭和48年）6月21日 - 株式会社電経（現 アネックス・インフォメーション株式会社）を上田市に設立。
- 1993年（平成5年）3月 - 株式会社デンセンに商号変更。
- 1994年（平成6年）5月 - 菱和電機株式会社を合併。
- 1998年（平成10年）3月 - 本社を長野市南長池の現在地に移転。
- 2012年（平成24年）10月 - 持株会社 デンセンホールディングス株式会社を設立。

## 事業所
- 本社・営業本部・長野支店・長野特機営業所 - 長野県長野市南長池713-1
- 上田支店・上田特機営業所 - 長野県上田市秋和問屋町505
- 松本営業所・松本特機営業所 - 長野県松本市笹部四丁目11番9号
- 佐久営業所・佐久特機営業所・ショールーム「elife」佐久 - 長野県佐久市猿久保661
- 北信営業所 - 長野県中野市中野1911-3
- 相模原営業所 - 神奈川県相模原市中央区星が丘二丁目15番5号
- 富岡営業所 - 群馬県富岡市妙義町下高田24-3
- 長岡営業所 - 新潟県長岡市新産三丁目8番8号
- 介護福祉サポート事業部 長野南・ショールーム「elife」長野 - 長野県長野市篠ノ井御幣川1053-11
- 介護福祉サポート事業部 上田 - 長野県上田市中央二丁目5番1号

## グループ企業
- デンセンホールディングス株式会社
  - 株式会社デンセン
    - 株式会社ニッセー電機 - 長野県長野市三輪一丁目1番6号

  - アネックス・インフォメーション株式会社 - 長野県上田市下之郷813-11
    - 読売上田サービス株式会社